# Anguille à nez court
Simenchelys parasitica
Sous-famille
Genre
Espèce
Statut de conservation UICN

 LC  : Préoccupation mineure
L'anguille à nez court (Simenchelys parasitica) est une espèce d'anguille de haute mer et le seul membre de son genre. Certains auteurs la considèrent comme le seul membre de la sous-famille des Simenchelyinae de la famille des Synaphobranchinae tandis que d'autres la placent dans sa propre famille monotypique des Simenchelyinae. On la trouve dans les océans Atlantique et Pacifique à des profondeurs allant généralement de 500 à 1800 mètres. Bien que se comportant le plus souvent comme un charognard, elle est surtout connue pour utiliser ses puissantes mâchoires et dents pour s'installer comme parasite à l'intérieur de grands poissons
Cette espèce est inoffensive pour les humains et sans intérêt pour la pêche. Le nom générique Simenchelys se traduit littéralement comme "anguille à nez camus" , l'épithète spécifique évoque le fait que les premiers spécimens trouvés l'avaient été à l'intérieur de muscles d'Hippoglosses vivants.  En 2002, Koyama et al. ont indiqué qu'ils avaient conservé en vie une culture de cellules de la nageoire pectorale de cette espèce d'anguilles pendant plus d'un an. Cela représente l'un des premiers cas de succès à long terme de culture de tissus provenant d'une eau profonde organisme multicellulaire, et a des implications pour une série de domaines biotechnologiques

## Distribution et habitat
Dans l'Atlantique est, on le trouve depuis la France jusqu'à Madère et aux Açores, ainsi qu'au large du Cap-Vert et de l'Afrique du Sud. Dans l'Atlantique ouest, il a été capturé au large des côtes des États-Unis. Dans le Pacifique, on le trouve au large du Japon, l'Australie, la Nouvelle-Zélande et Hawaii. On en a trouvé entre 136 et 2 620 mètres de profondeur mais ils vivent habituellement entre 500 et 1 800 mètres sur la pente continentale, là où la température de l'eau est de 4 à 9 °C. À certains endroits, on en a capturé un grand nombre sur une courte période, indiquant l'abondance locale ou un comportement grégaire.

## Description

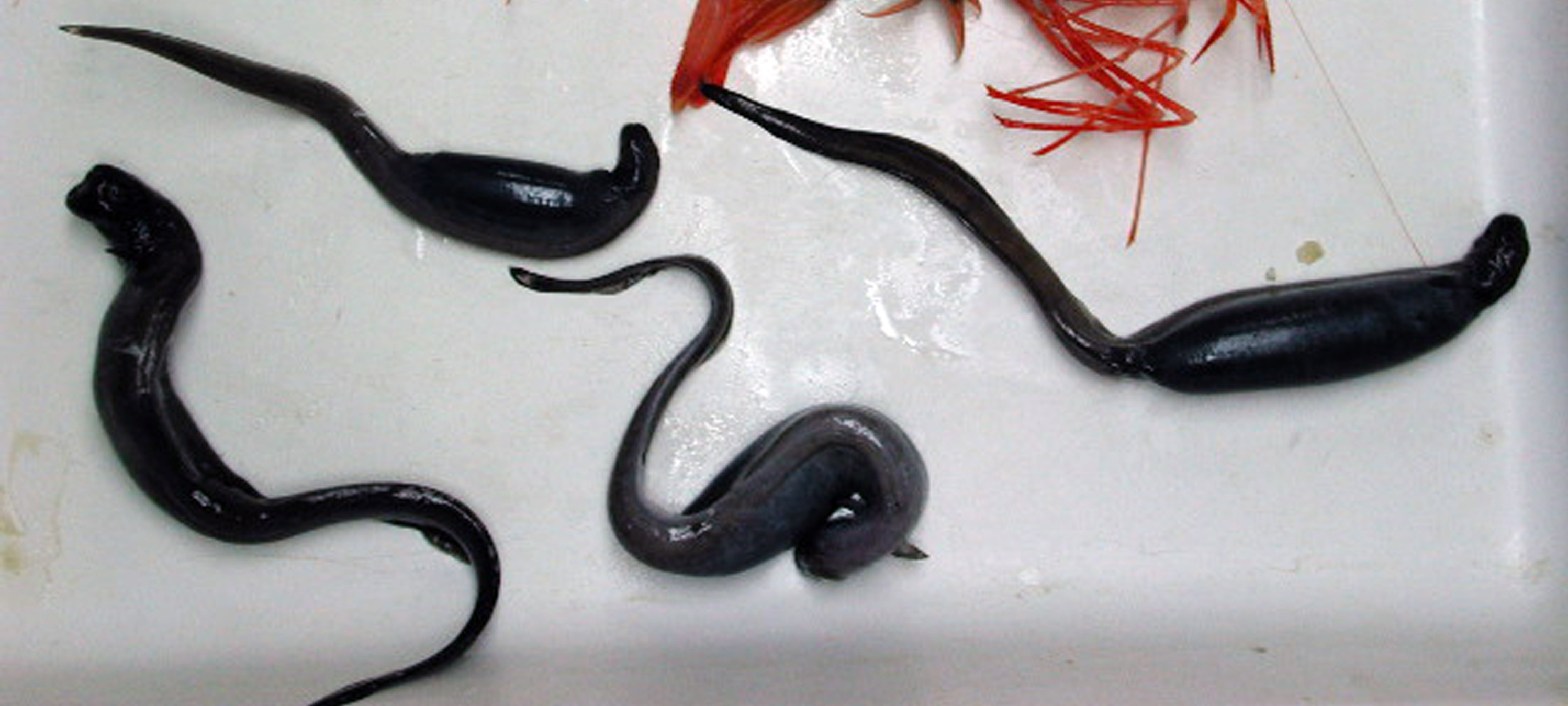
Simenchelys parasitica capturées à partir d'un piège à charognes au large d'Hawaii.

Simenchelys parasitica a un corps long et puissant qui se rétrécit fortement à l'arrière de l'orifice anal. La tête est épaisse, cylindrique, avec un museau court, émoussé. La bouche est caractéristique, composée d'une petite fente horizontale entourée par des lèvres fortement plissées. Les mâchoires sont courtes et fortes, avec les prémaxillaires et les maxillaires fusionnés en une seule pièce. Les mâchoires sont équipées d'une seule rangée de petites dents, rondes, rapprochées, les dents vomérines sont absentes. Les yeux sont petits et ronds, la paire antérieure de narines est circulaire et la paire postérieure en forme de fente. Les ouvertures branchiales sont petites et situées au-dessous des nageoires pectorales, qui sont petites et triangulaires. Les nageoires dorsale, caudale et anale sont fusionnées, la nageoire dorsale partant de l'extrémité de la nageoire pectorale et la nageoire anale partant de derrière l'anus. Les écailles sont semblables à celles des autres anguilles. La couleur est gris à brun grisâtre, devenant plus sombre à l'extrémité des écailles et le long de la ligne latérale. Cette espèce atteint une longueur de 61 cm,,.